# 洛萨
洛萨（德語：Lohsa，發音：[ˈloːza]，發音：[ˈwas] ⓘ）是德国萨克森州包岑县的市镇，面积134.53平方千米，2023年12月31日人口为5,098人。